# Mæhriske Karst
Mæhriske Karst (tjekkisk: Moravský kras) er et karstlandskab og beskyttet landskabsområde nord for Brno i regionen Sydmæhren  i Tjekkiet. Det omfatter en række geologiske seværdigheder, herunder omkring 1.100 huler og kløfter og dækker et område på omkring 92 km².  Nogle af hulesystemerne (Punkva-hulerne (opdaget af Karel Absolon), Balcarka hulen, Kateřinská hulen, Výpustek hulen og Sloupsko-šošůvské hulerne + Kůlna hulen) er åbne for offentlige ture; en anden - Amatérská hulen, Býčí skála hulen  er kun til åben for videnskabelig udforskning.
Regionen er også hjemsted for den geologiske formation, Macochakløften, en  138 m dyb slugt, eller jordfaldshul, som blev dannet, da loftet i et hulekammer kollapsede. Macocha er også stedet, hvor Punkva-floden bliver underjordisk gennem Punkva-hulesystemet, og to små vandbassiner er synlige ved overfladen.
Mæhriske Karst er en populær turistattraktion i lokalområdet, som et stort antal turister besøger i sommermånederne. Ud over huler rummer det fredede landskabsområde godt afmærkede cykelstier og vandrestier.